# Prorer Wiek

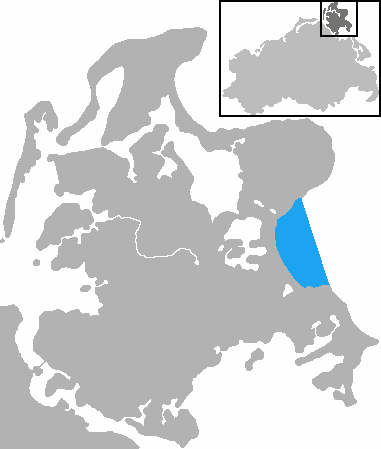
Die Lage der Prorer Wiek

Die Prorer Wiek ist eine der Nehrung Schmale Heide vorgelagerte Ostseebucht zwischen der Halbinsel Jasmund und der Granitz auf der Insel Rügen. Sie liegt, wie auch die Schmale Heide in einem alten Gletscherzungenbecken der letzten Eiszeit (Weichseleiszeit) zwischen den Inselkernen Jasmund und Granitz. Der Name leitet sich von der Prora, einer bewaldeten Hügelkette im südlichen Teil der Schmalen Heide ab.
An dem circa 21 km langen Ufer der Bucht, das zu großen Teilen aus feinsandigem breitem Strand besteht, liegen das mondäne Seebad Binz mit dem Ortsteil Prora und weiter im Norden beim Sassnitzer Ortsteil Mukran der Fährhafen Sassnitz sowie die Stadt Sassnitz mit ihrem Stadthafen.

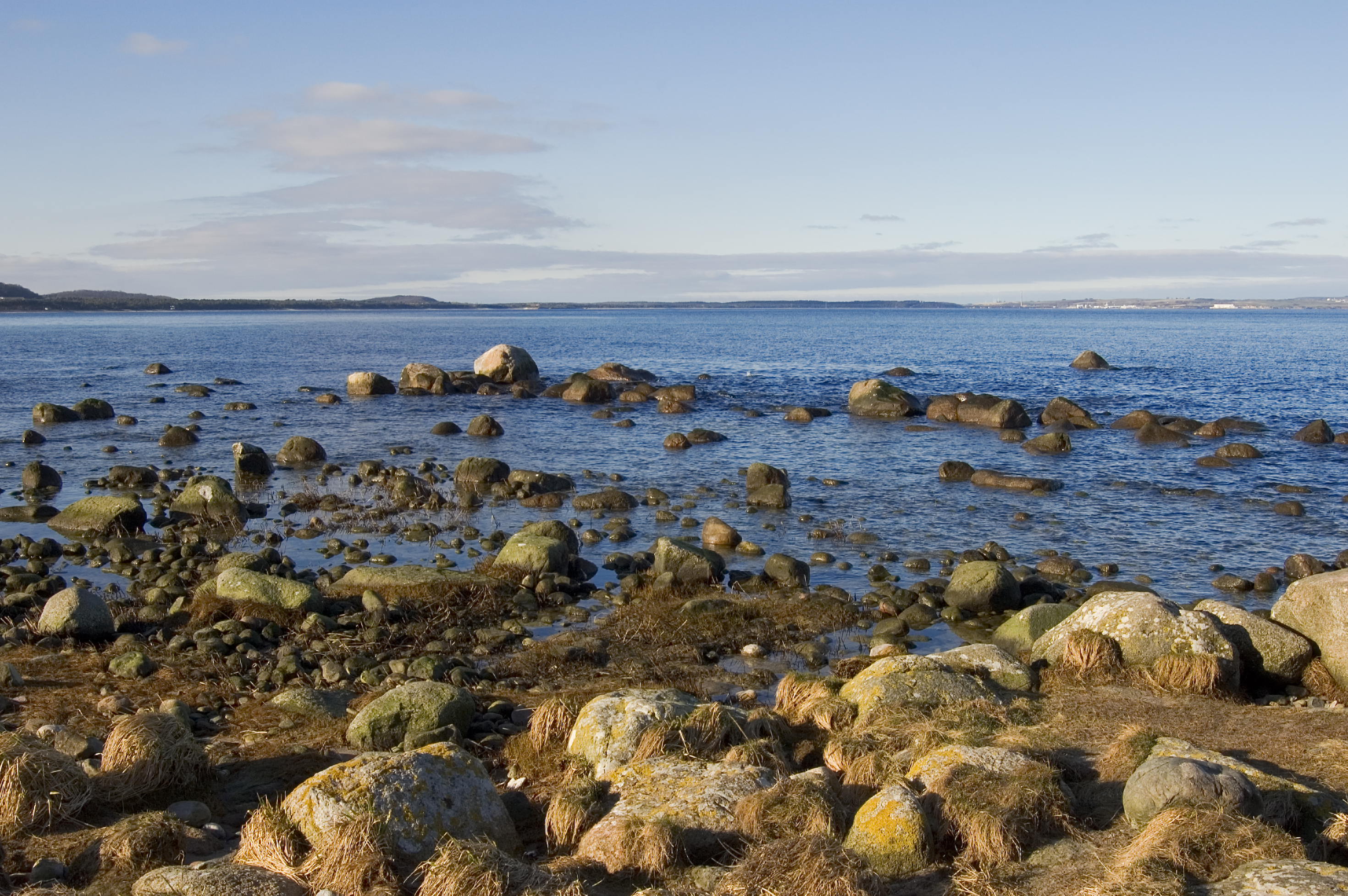
Blick von der Granitz in nördliche Richtung
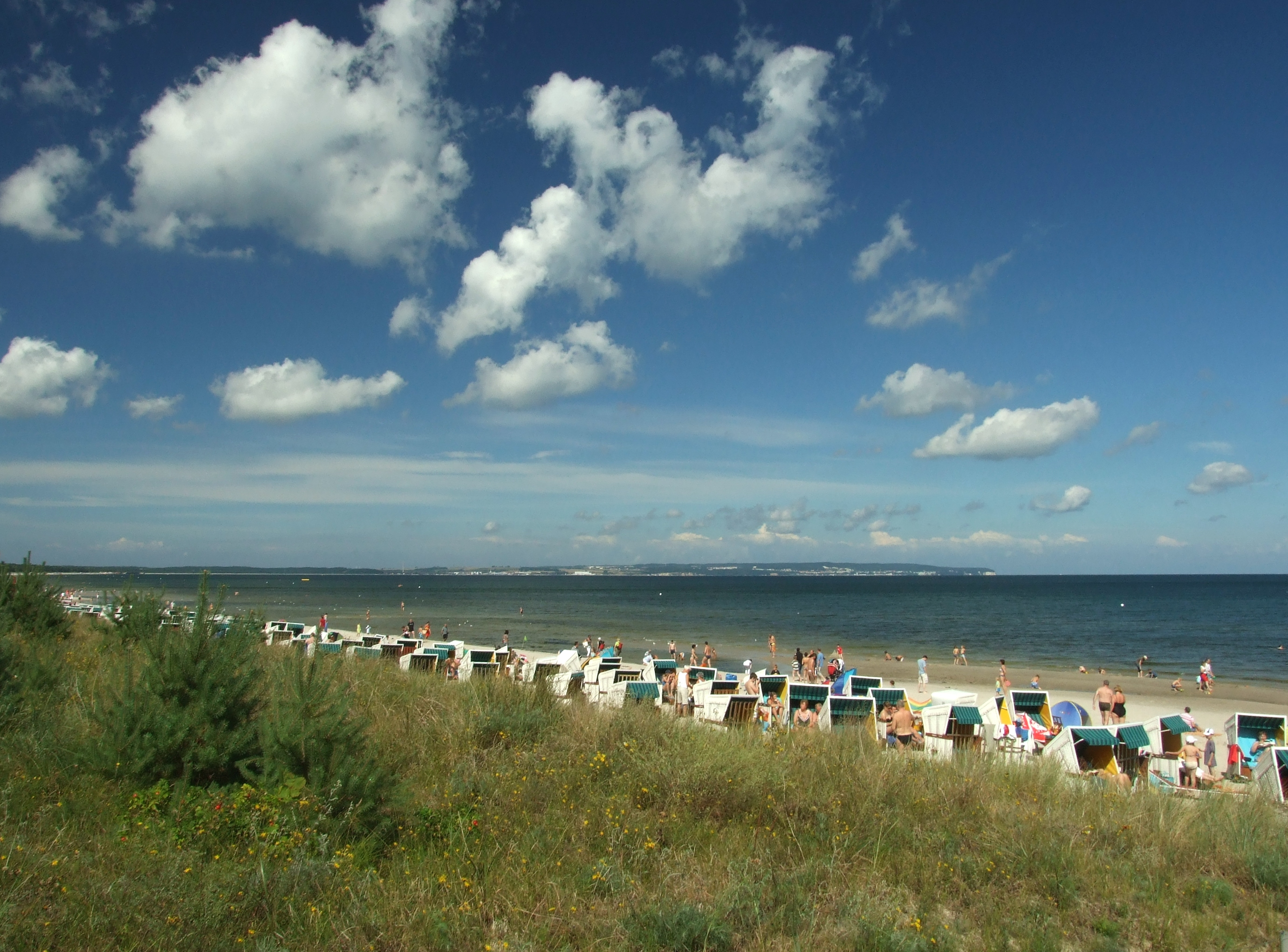
Blick von Binz nach Sassnitz